# Fulgurodes parcitata
Fulgurodes parcitata là một loài bướm đêm trong họ Geometridae.